# Eurysalenia
Eurysalenia is een geslacht van uitgestorven zee-egels uit de familie Glyphocyphidae.

## Soorten
- Eurysalenia minima Kier, 1966 †